# Tangshan
Tangshan (chinois : 唐山市 ; pinyin : Tángshān shì) est une ville-préfecture de la province du Hebei au nord-est de la république populaire de Chine.

## Histoire

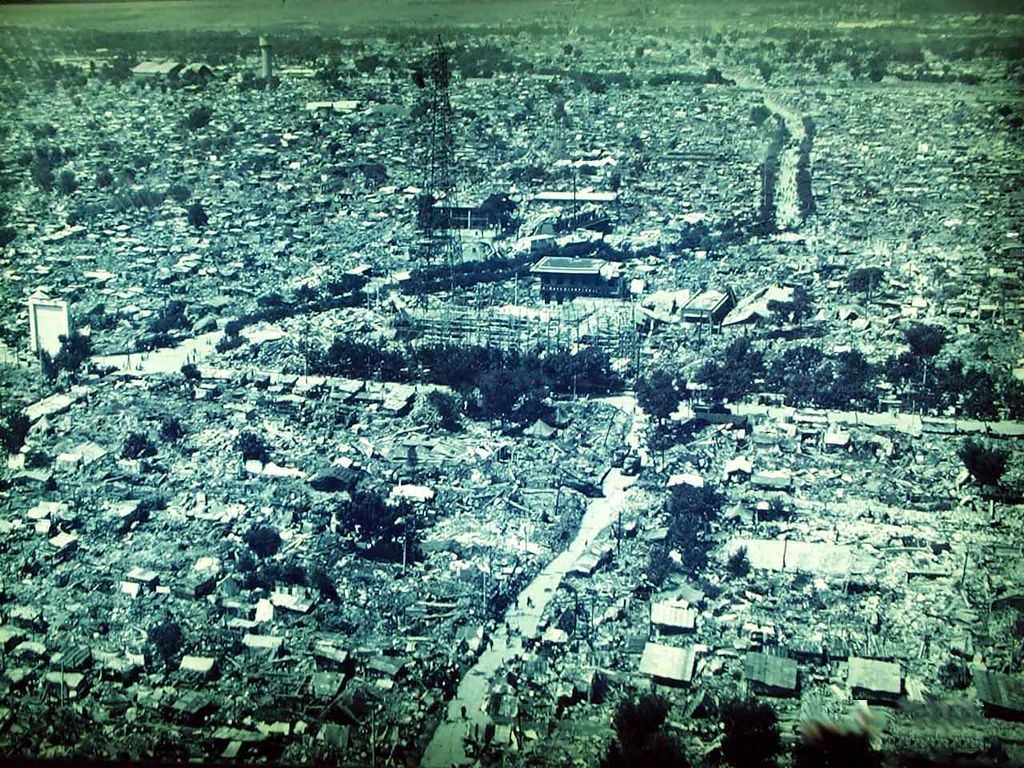
Vue aérienne de Tangshan après le séisme.

Le 28 juillet 1976, un séisme fait officiellement 242 419 morts et 164 581 blessés ; des estimations font état de 800 000 victimes directes ou indirectes. Il a atteint une magnitude de 8,2 sur l'échelle de Richter selon les sismologues.

## Économie
En 2015, le PIB total a été de 610,3 milliards de yuans, et le PIB par habitant de 78 354 yuans. Son port était en 2021 le troisième du monde avec un trafic cargo de 722 millions de tonnes de marchandises (embarquées et déchargées).

## Subdivisions administratives
La ville-préfecture de Tangshan exerce sa juridiction sur quatorze subdivisions - six districts, deux villes-districts et six xian :
- le district de Lubei - 路北区 Lùběi Qū ;
- le district de Lu'nan - 路南区 Lù'nán Qū ;
- le district de Guye - 古冶区 Gǔyě Qū ;
- le district de Kaiping - 开平区 Kāipíng Qū ;
- le district de Fengrun - 丰润区 Fēngrùn Qū ;
- le district de Fengnan - 丰南区 Fēngnán Qū ;
- la ville de Zunhua - 遵化市 Zūnhuà Shì ;
- la ville de Qian'an - 迁安市 Qiān'ān Shì ;
- le xian de Luan - 滦县 Luán Xiàn ;
- le xian de Luannan - 滦南县 Luánnán Xiàn ;
- le xian de Laoting - 乐亭县 Lètíng Xiàn ;
- le xian de Qianxi - 迁西县 Qiānxī Xiàn ;
- le xian de Yutian - 玉田县 Yùtián Xiàn ;
- le xian de Tanghai - 唐海县 Tánghǎi Xiàn.

## Patrimoine

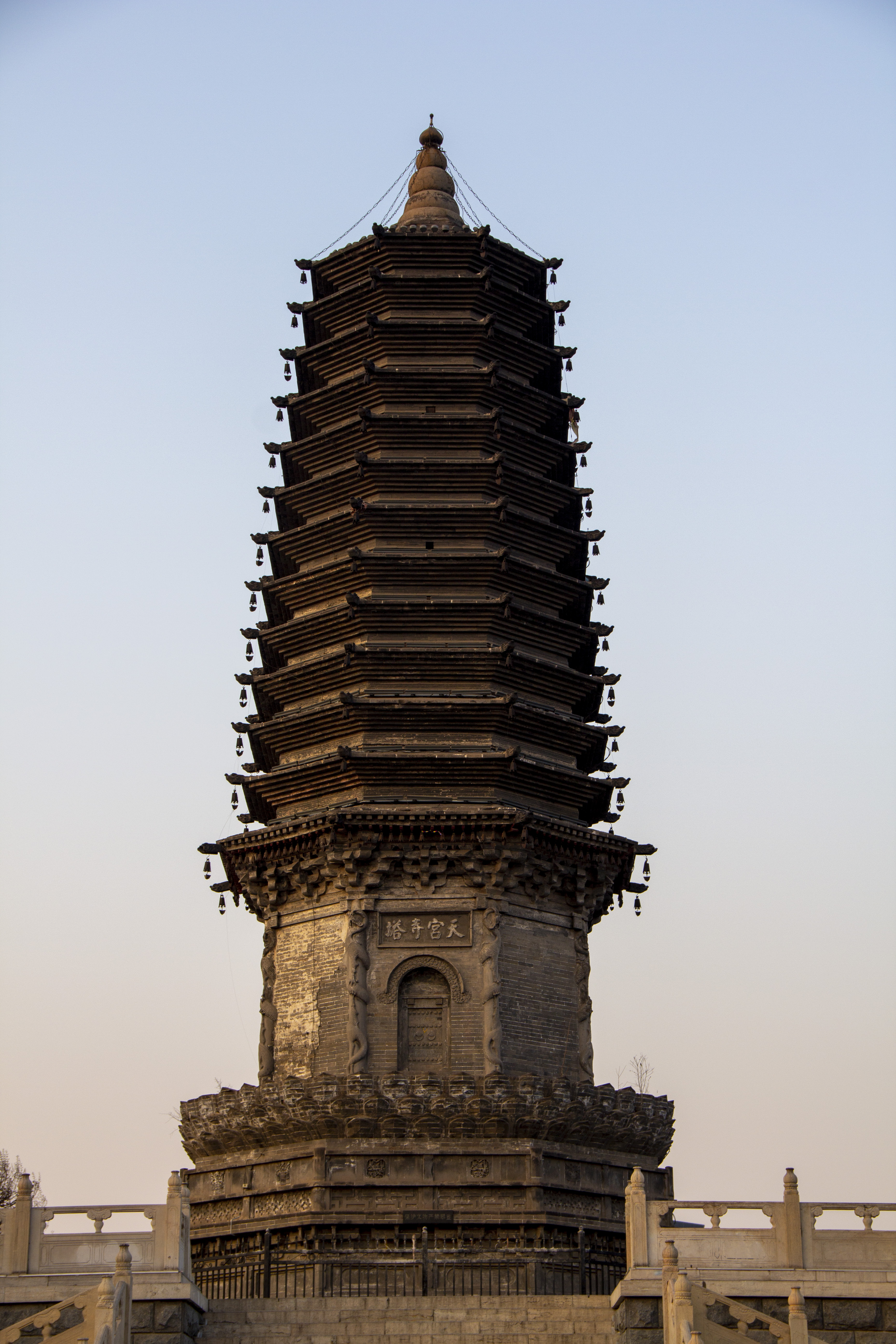
En 2021.

- La pagode du palais céleste (zh) (chinois : 天宫寺塔), d'époque Liao.